# Saint-Romain, Vienne

Saint-Romain este o comună în departamentul Vienne, Franța. În 2009 avea o populație de 420 de locuitori.